# هانس ده کونین
هانس ده کونین (هلندی: Hans de Koning؛ زادهٔ ۵ آوریل ۱۹۶۰) بازیکن سابق و مربی فوتبال اهل هلند است.
از باشگاه‌هایی که در آن بازی کرده‌است می‌توان به باشگاه فوتبال توئنته و باشگاه فوتبال آزد آلکمار اشاره کرد.